# Ricz Sándor
Ricz Sándor (Nyíregyháza, 1951. július 10. – Debrecen, 2019. november 23.) magyar kísérleti atomfizikus.

## Életút
Általános és középiskoláit Nyíregyházán végezte. A Kossuth Lajos Szakközépiskolában érettségizett 1969-ben ezt követte 11 hónap katonaság Hódmezővásárhelyen, majd 1970-75 között Debrecenben a Kossuth Lajos Tudományegyetem fizikus szakára járt. Másodéves korától diákkörös volt az ATOMKI-ban Berényi Dénes mellett magspektroszkópiai mérésekben. Az 1975-ben íródott diplomamunkájának címe: Belsőhéj ionizáció vizsgálata elektron és nehézrészecske bombázással gyorsítókon. A három évvel későbbi doktori értekezésének címe: Elektron bombázással kiváltott belsőhéj ionizációs hatáskeresztmetszet mérés. Az 1981-85 közti években Dubnában dolgozott az ATOMKI 7-8 fős csoportjában. Az ion-atom ütközésekből származó elektronok energia- és szögeloszlását vizsgálták az ATOMKI-ban kifejlesztett és épített ESA-21 elektronspektrométerrel az U-300-as ciklotron nyalábján. Később, 1989–90-ben a Nyugat-Berlinben a Hahn-Meitner Intézetben dolgozott. Ezután 1992-ben pedig a stuttgarti egyetemen Alfred Müller kutatócsoportjában. Kandidátusi dolgozatát 1990-ben Auger és röntgen folyamatok nagy energiájú töltött részecske-atom ütközésekben címmel írta.
Az ESA-22 jelzésű elektronspektrométer-sorozat egyik meghatározó megalkotója volt, amellyel jelentő részt vállalt az Európa-szerte folyó kutatásokban. Az eszköz legfejlettebb típusa egyidejűleg képes nagy pontossággal mérni az emittált elektronok energia és teljes szög szerinti eloszlását. Kiemelkedő eredményeket ért el az ionbombázás hatása során bekövetkező atomi ütközési folyamatok elektron- és röntgenspektroszkópiai módszerekkel történő vizsgálatában. Sikeresen foglalkozott a céltárgyatomok és lövedékionok precíziós Auger-spektroszkópiájának alkalmazásával, hogy az ütközések finom részleteinek minden aspektusát megérthesse. Fontos eredményekkel szolgált a céltárgyatom állapotainak ütközésekben történő beállítódásának apró részletekbe menő vizsgálata is.
A kilencvenes évektől kezdve tudományos aktivitása a fotoionizációs jelenségek vizsgálata felé fordult, amelyet többnyire a jelentős európai szinkrotronokban, számos további szakembert alkalmazó nemzetközi együttműködések keretében végzett. Ezen a téren is úttörő jelentőségű eredményeket ért el amelyek komoly műszer- és módszerfejlesztéseknek voltak köszönhetőek. Ezek közül is egyedülállóak a fotoionizáció vizsgálatai amelyeket a lundi, hamburgi és a berlini szinkrotronokban végzett. Mérései során megfigyelt számos az atomi fotoionizációban mutatkozó csatorna-kölcsönhatást és ezekkel kapcsolatos szögeloszlásbeli effektust illetve aszimmetriát. Vizsgálta a molekulaionok és ionok többszörös fotofragmentációjának és fotoionizációinak kérdéseit is.
Sok évtizeden keresztül aktív együttműködésben dolgozott a giesseni Justus-Liebig-Universität (Németország) atom- és molekulafizikai csoportjával. A 2008-2012 közötti leghosszabb vendégkutatói látogatása alatt mint fő tervező megépített egy komplex mérőrendszert, amelyet a hamburgi DESY kutatóközpontban működő PETRA III szinkrotrononban jelenleg is sikerrel használnak. Ezt a kísérleti eszközt az ionok, a molekuláris ionok, fullerénionok valamint a klaszterek fotonokkal való kölcsönhatását vizsgáló, innovatív és egyedülálló műszeregyüttest kiemelkedő kutatási berendezésnek minősítette a NASA. Először ezzel a rendszerrel sikerült kísérletileg megfigyelni a direkt háromszoros Auger-bomlást egyszeresen töltött szén ionok fotoionizációja során. Az eredmények, amelyeket rangos folyóiratokban sikerült megjelentetni, nagy szakmai visszhanggal jártak. Ricz Sándor élete utolsó hónapjaiban is aktívan részt vett az ilyen típusú kísérletekben. Hat éven keresztül az MTA Fizikai Osztály választott doktor képviselője volt.
A fotoionizáció területen elért eredményei révén elnyert egy Nemzeti Kiválósági Pályázatot a kutatócsoportjával, amit szegedi ELI-ALPS lézerközpontban tervezett megvalósítani.

## Díjai
- MTA Ifjúsági Díj (1978)
- IAEA Intézeti Díj (1984)
- Szalay Sándor-díj, Eötvös Lóránd Fizikai Társulat (2002)
- Szalay Sándor-díj, Atommagkutató Intézet (2004)
- MTA Fizikai Díj (2012)